# Kurkreis
De Kurkreis was een administratieve eenheid in het keurvorstendom Saksen
Nadat het keurvorstendom Saksen de Schmalkaldische Oorlog had verloren, kwamen in de capitulatie van Wittenberg van 19 mei 1547 de keurvorstelijke waardigheid en een deel van het keurvorstendom aan de in Meissen residerende hertog van Saksen.
Na deze uitbreiding van het gebied wordt het gebied van de nieuwe keurvorst verdeeld in vijf Kreisen, waarbij de Kurkreis overeenkomt met het gebied waaraan de keurvorstelijke waardigheid is verbonden. De andere vier kreisen waren al eerder in aanzet gevormd en werden nu verder uitgebouwd. De Kreisen vormden een instantie tussen de centrale regering van het keurvorstendom en de ambten.
- Kurkreis
- Thüringer Kreis
- Meißnischer Kreis
- Erzgebirgischer Kreis
- Leipziger Kreis

De Kurkreis bestond omstreeks 1780 uit de volgende 11 ambten:
- Wittenberg, waaronder het graafschap Barby
- Gommern met Elbenau
- Gräfenhainichen
- Belzig
- Seyda
- Annaburg
- Schweinitz
- Pretzsch
- Schlieben, waaronder de heerlijkheden Baruth en Sonnewalde
- Liebenwerda
- Bitterfeld

Het Congres van Wenen voegde in 1815 ongeveer de helft van het koninkrijk Saksen bij het koninkrijk Pruisen. Hierdoor viel de gehele Kreits aan Pruisen. Het grootste deel ging deel uitmaken van de nieuwe Pruisische provincie Saksen. Belzig en de heerlijkheden Baruth en Sonnewalde werden bij de provincie Brandenburg gevoegd.